# Delary
Delary is een plaats in de gemeente Älmhult in het landschap Småland en de provincie Kronobergs län in Zweden. De plaats heeft 218 inwoners (2005) en een oppervlakte van 57 hectare.

## Verkeer en vervoer
Bij de plaats loopt de Länsväg 120.
Älmhult · Diö · Liatorp · Eneryda · Delary · Häradsbäck · Hallaryd · Göteryd